# Habsburg Mária Anna lotaringiai hercegné
Habsburg Mária Anna (ismert még mint Ausztriai Mária Anna, németül: Maria Anna Eleonore Wilhelmine Josepha von Österreich; Bécs, 1718. szeptember 18. – Brüsszel, 1744. december 16.), a Habsburg-ház osztrák ágából származó főhercegnő, aki Lotaringiai Károly Sándorral kötött házassága révén Lotaringia és Bar hercegnéje, majd az Osztrák–Németalföld társkormányzója . Mária Anna volt VI. Károly német-római császár legifjabb leánya, Mária Terézia magyar királynő húga.

## Élete

### Származása
Mária Anna 1718-ban született. Édesapja VI. Károly német-római császár (1685–1740), III. Károly néven magyar király volt, I. Lipót császár és Eleonóra Magdolna pfalz–neuburgi hercegnő fia. Édesanyja Erzsébet Krisztina hercegnő, császárné volt, Lajos Rudolf braunschweig–wolfenbütteli herceg és Krisztina Lujza öttingeni hercegnő leánya. Szülei házasságából négy gyermek született, de csak két leány érte meg a felnőttkort.
- Lipót János főherceg (*/† 1716) születésekor meghalt.
- Mária Terézia főhercegnő (1717–1780), aki 1736-ban feleségül ment Ferenc István lotaringiai herceghez, a későbbi I. Ferenc német-római császárhoz, és 1740 után osztrák uralkodó főhercegnő, magyar és cseh királynő lett.
- Mária Anna főhercegnő (1718–1744).
- Mária Amália főhercegnő (1724–1730), kisgyermekként meghalt.

### Ifjúsága
Mária Anna főhercegnő nővérével, Mária Teréziával, a későbbi magyar királynővel együtt a bécsi császári udvarban nevelkedett. Miután Lotaringiai Ferenc és Mária Terézia 1736-ban Bécsben házasságot kötöttek, Ferenc öccse, Lotaringiai Károly Sándor herceg is Bécsbe költözött. Mária Anna főhercegnő beleszeretett a hercegbe, az esküvőt azonban a háborús viszonyok miatt többször elhalasztották.
1741. augusztus 26-án elhunyt Németalföld osztrák helytartója, Mária Erzsébet osztrák főhercegnő (1680–1741), utódjául Mária Anna főhercegnő jövendőbelijét, Lotaringiai Károly Sándor herceget jelölték ki, aki azonban a háború miatt nem foglalhatta el hivatalát (Helyette 1741–43 között Friedrich August von Harrach-Rohrau teljhatalmú miniszter töltötte be a főkormányzói tisztséget).

### Házassága, halála

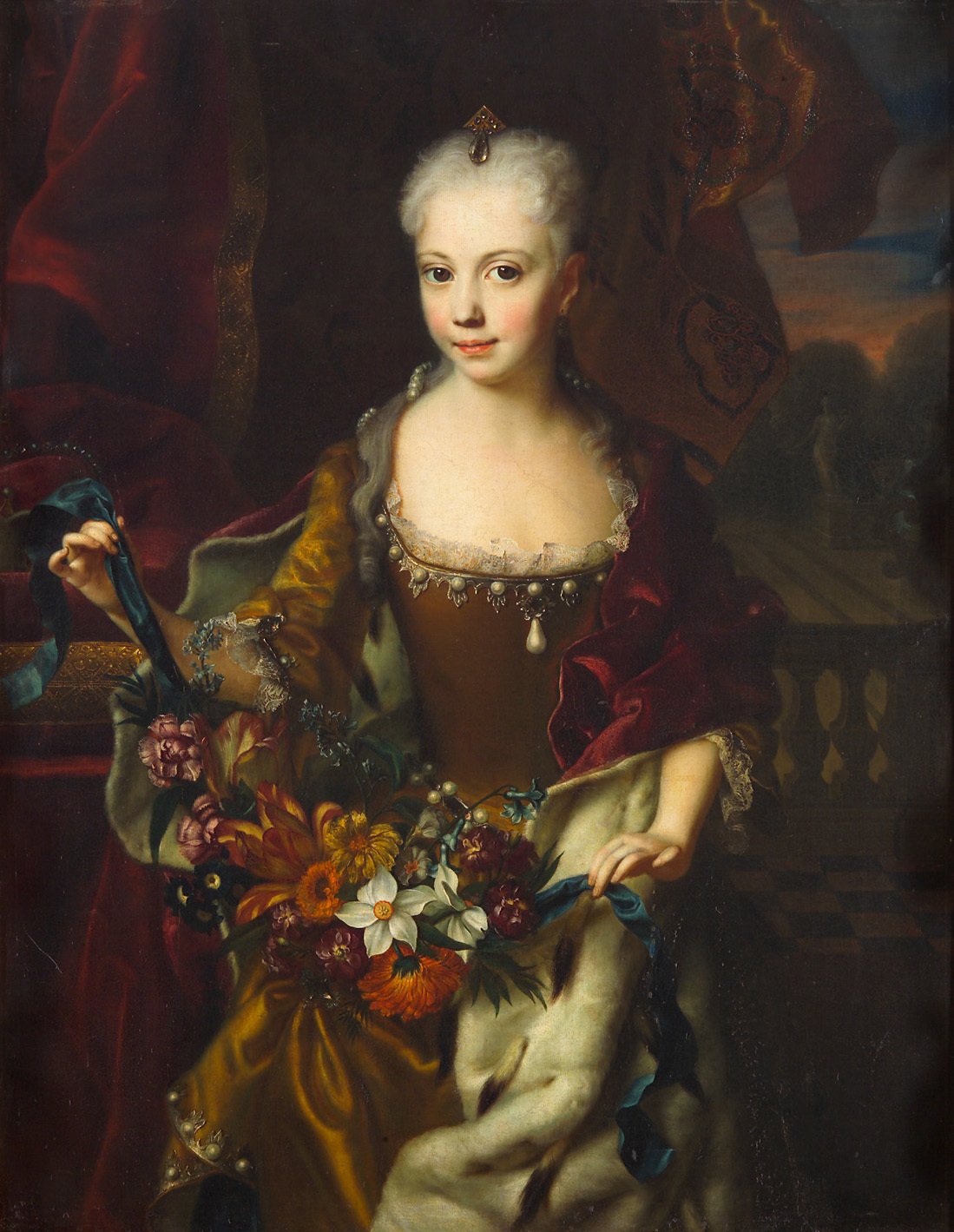
Az ifjú Mária Anna főhercegnő

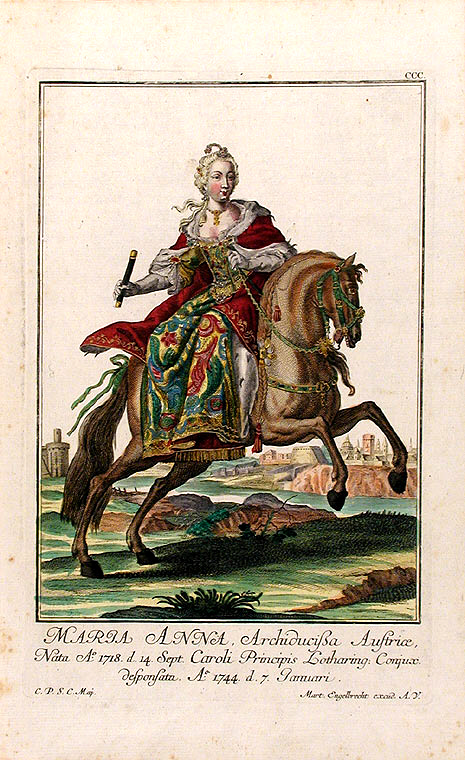
Mária Anna főhercegnő (Martin Engelbrecht festménye).

VI. Károly császár halála után négy évvel, 1744. január 7-én Mária Anna főhercegnő Bécsben feleségül ment Lotaringiai Károly Sándor herceghez. A házaspár ugyanebben az évben Brüsszelbe költözött és elfoglalta Németalföld helytartói méltóságát.
Mária Terézia, mint Ausztria uralkodó főhercegnője társkormányzóvá nevezte ki húgát, Mária Annát is.
Mária Anna és Károly Sándor házasságából egyetlen leány született, röviddel a Brüsszelbe való megérkezésük után. Károly Sándor ekkor is hadban járt. A kislány 1744. december 16-án halva jött a világra, majd néhány órával később Mária Anna hercegné is meghalt gyermekágyi lázban. Testét később Bécsbe szállították, és a Habsburg-család hagyományos temetkezőhelyén, a kapucinusok templomának kriptájában (Kapuzinergruft) temették el.
Lotaringiai Károly Sándor mintegy 36 évvel élte túl feleségét. Többször már nem nősült meg. Mária Annát csak néhány nappal élte túl anyósa, Károly Sándor édesanyja, Erzsébet Sarolta orléans-i hercegnő (1676–1744).